# زلزال كريت 2021
زلزال كريت 2021 ضرب زلزال بقوة 6.0 درجات على مقياس ريختر جزيرة كريت في اليونان على عمق 8.7 كم في 27 سبتمبر 2021. كان مركز الزلزال يقع جنوب شرق مدينة هيراكليون. أسفر الزلزال عن مقتل شخص وإصابة 35 آخرين وألحق أضرارًا بالعديد من المباني القديمة في الجزيرة.

## الإعداد التكتوني
تشتهر هذه المنطقة الواقعة في البحر الأبيض المتوسط باسم القوس الهيليني بنشاطها الزلزالي المتكرر والعنيف وهي موطن لأخطر الزلازل في أوروبا. تقع جزيرة كريت على وجه الخصوص على حدود متقاربة حيث يلتقي بحر إيجه والصفائح الأفريقية، وتحديداً الصفيحة الأفريقية التي تنحدر تحت بحر إيجه. عملية الاندساس على طول منطقة الاندساس الهيلينية تجعل المنطقة عرضة للزلازل الكبيرة وموجات المد. يعد الزلزال بقوة 8.0-8.5 في زلزال كريت 365 و1303 أمثلة على أحداث منطقة الاندساس. في عامي 1810 و1856 ضربت جزيرة كريت زلازل كبيرة متوسطة العمق داخل الصفيحة كانت مدمرة وشعرت بقوة في إفريقيا والشام. حدثت زلازل 1810 و1856 داخل الصفيحة الإفريقية المنحدرة بدلاً من حدود الصفيحة.
امتداد الشرق والغرب في جزيرة كريت خلال الهولوسين في الطرف الغربي للجزيرة. تتراكم الحركة التكتونية المحلية من الشمال الشرقي والجنوب الغربي لتضرب صدوعًا طبيعية في الجزيرة تتحرك بمعدل 0.3-1.3 ملم/سنة. تتراوح هذه الصدوع من 3 كيلومترات إلى 30 كيلومترًا في الطول ويمكن أن تنتج قوة تصل إلى 7.0 على مقياس ريختر بحد أقصى.

## الهزة الأرضية
تم الحصول على قياس أولي لقوة 6.5 من قبل المركز الأوروبي المتوسطي لرصد الزلازل، وتم تخفيض التصنيف لاحقًا إلى 6.0. وقالت هيئة المسح الجيولوجي الأمريكية إن الحدث كان 6.0 على عمق 8.7 كيلومترات. أشارت الآلية البؤرية إلى حدوث خطأ عادي. وفقًا لمعهد الجيوديناميكا اليوناني كان للزلزال شدة محلية تبلغ 5.8.
وفقًا لأستاذ الجيوفيزياء في جامعة أرسطو في ثيسالونيكي في ثيسالونيكي فإن احتمالية أن يكون الزلزال بمثابة نذير لحدث أكبر هو احتمال ضئيل. وأضاف الأستاذ أن الزلزال بقوته كان كبيرًا بما يكفي لصدوع نشطة في جزيرة كريت، وأنه من المتوقع حدوث توابع قوية. وقع الزلزال على طول صدع قشري ضحل في الجزيرة. وذكر أن بعض الصدوع في الجزيرة كانت موضوع دراسات جيولوجية، لكنها لم تظهر أي علامات على نشاط زلزالي في الماضي. تم تحديد الخطأ المسؤول عن الزلزال على أنه صدع كاستيلي. صدع طبيعي من الشمال الشرقي والجنوب الغربي يتجه بطول 13 كم بزاوية 70 درجة إلى الغرب. تم تسجيل توابعين بعد الزلزال أحدهما بقوة 4.6 درجة والآخر بعيد عن الشاطئ عند 4.1.

### حركة الأرض
وفقًا للمعهد الهندسي لعلم الزلازل وهندسة الزلازل كان تسارع ذروة الأرض المسجل بشكل فعال هو 0.5 جرام في أركالوكوريون. تجاوز هذا قوة رموز البناء مرتين حيث يتم فرضها فقط لقيم التسارع البالغة 0.24 جم. قال أستاذ في هندسة الزلازل بجامعة بريستول إن مثل هذه القيم غير مفاجئة لأن المدينة تقع بالقرب من صدع الزلزال. يكون التسارع في هذا الحدث أعلى بكثير من 0.16 جم في لاريسا خلال زلزال مارس 2021.